# عضوان الأحمري
عضوان محمد الأحمري كاتب، وصحافي، وإعلامي سعودي. وهو رئيس اتحاد صحافيي غرب آسيا منذ 2025، رئيس تحرير إندبندنت عربية، ورئيس مجلس إدارة هيئة الصحفيين السعوديين من يناير 2024م. بدأ مسيرته الصحافية عام 2002 بصحيفة الوطن السعودية، ثم عمل في صحيفتي الحياة والشرق الأوسط. هو الآن يقدم برنامج «المدار» على قناة الشرق للأخبار.
عمل مراسلاً لقناة أوربت الفضائية من المملكة العربية السعودية، كما عمل رئيساً لتحرير برنامج الأسبوع في ساعة على قناة روتانا خليجية، إلى جانب عمله في الصحافة الورقية والإلكترونية. حاصل على شهادة البكالوريوس في إدارة الأعمال من جامعة الملك سعود، والماجستير في وسائل الإعلام الرقمية من جامعة مدينة نيويورك الأمريكية عام 2012.

## سيرته وحياته

### النشأة والمؤهلات العلمية
- حصل على الماجستير في الإعلام الرقمي من جامعة نيويورك عام 2012م.
- حصل على البكالوريوس في إدارة الأعمال من جامعة الملك سعود.[5]

### الحياة العملية
- مقدم برنامج (المدار) على قناة الشرق للأخبار.[6]
- رئيس تحرير إندبندنت عربية (يناير 2019 - الآن).
- رئيس خدمات الديجيتال والأونلاين في صحيفة الشرق الأوسط (يونيو 2013 - الآن).
- كاتب وصحافي في صحيفة الحياة (نوفمبر 2012 - 2013).
- كاتب ومحرر في صحيفة الوطن (مارس 2003 - أكتوبر 2012).
- مراسل في صحيفة إيلاف الإلكترونية (أبريل 2004 - مايو 2005).
- رئيس مجلس إدارة هيئة الصحافيين السعوديين (يناير 2024)[7]

## آراؤه
توصف علاقة الأحمري مع تيار الصحوة والإسلاميين بالمتوترة، لكنه رفض ذلك في لقاء مع صحيفة الوئام الإلكترونية السعودية، وقال بحسب اللقاء المنشور عام 2011: «أنا علاقتي متوترة مع بعض الحركيين، علاقتي جيدة بقيادات هيئة الأمر بالمعروف وبكثير من العلماء والدعاة ». وكان في عام 2011 تقدم بشكوى ضد قناة يوتيوب تحمل اسم “905” اتهمته بالعمالة لإسرائيل.
ووفق ذلك، يدعم الأحمري التوجهات الجديدة للمملكة العربية السعودية، وكان قد عبّر عن دعمه لإنشاء هيئة الترفيه عام 2016 وقال عنها على تويتر إنها: «تلامس واقع التركيبة السكانية للمجتمع السعودي. 70% منه شباب. وتنظيم عمل الهيئة مرتبط بذلك».
كما يهاجم في كتاباته الجماعات الأصولية الإسلامية وغيرها بشكل عام، ويهاجم الإخوان المسلمين في الخليج العربي بشكل خاص، واعتبر مرسي وأردوغان ووجهان لعملة واحدة. كما لا يوفر مناسبة للتعبير عن دعمه المطلق لولي العهد السعودي، محمد بن سلمان، فيقول في مقالة له منشورة في موقع صحيفة الشرق الأوسط في نوفمبر 2017، إن «هناك حالة تماهٍ عجيبة بين تصريحات الأمير محمد بن سلمان ولي العهد السعودي والرأي العام في المملكة. قبولها والترحيب بها لأسباب كثيرة، منها أنها مرتبطة بالأمل والمستقبل وللحالمين فقط».

## جوائز
فاز عام 2019 بجائزة الإعلام السعودي التي تمنحها وزارة الإعلام السعودية في فرع الصحافة فئة الصحافة السياسية.